# Sweet Sounds of Heaven
Sweet Sounds of Heaven is een single van de Britse rockband The Rolling Stones in samenwerking met de Amerikaanse muzikanten Lady Gaga en Stevie Wonder. Het is de tweede single van hun vierentwintigste studioalbum Hackney Diamonds.

## Achtergrond
Het nummer is geschreven door het duo Jagger/Richards. De band nam het nummer op als duet met Lady Gaga. Stevie Wonder speelt piano en keyboard op het nummer.
Op 25 september 2023 postte de band via hun Instagram-account een kort fragment van het nummer, dat drie dagen later werd uitgebracht, onder meer via een ingekorte bewerking (5:06 minuten) op YouTube. Op 8 december werd een liveversie van het nummer uitgebracht, opgenomen in New York. 
"Sweet Sounds of Heaven" werd zeer goed ontvangen door de muziekpers. Zo gaf The Telegraph het nummer vijf uit vijf sterren en roemde het als een van de beste songs van de groep. Rolling Stone beschreef het als een soulsong met gospelsfeer. Vooral de samenzang tussen Jagger en Lady Gaga werd gewaardeerd.

## Hitlijsten
Het nummer bereikte de tweede plek in de UK Singles Chart. De Nederlandse Top 40 werd wederom niet gehaald, het bleef steken in de Tipparade. Wel haalde het de 42e positie in de Single Top 100. In Canada, Nieuw-Zeeland en Kroatië werd de top 40 gehaald.

### NPO Radio 2 Top 2000
| Nummer met noteringen in de NPO Radio 2 Top 2000 | '23 | '24 |
| ------------------------------------------------ | --- | --- |
| Sweet Sounds of Heaven                           | 754 | 739 |

1. ↑  Een vetgedrukt getal geeft de hoogste notering aan.
2. ↑  2023 was het eerste jaar met een notering voor dit nummer.